# 廣田昴
廣田 昴（ひろた こう、1902年7月5日 - 没年不詳）は、日本の俳優である。本名喜多 猶光（きた なおみつ）、新字体表記広田 昴のほか、広田 昂、広田 昻、広田 宏と表記に揺れがある。

## 人物・来歴
1902年（明治35年）7月5日、兵庫県西宮市に生まれる。
大阪の旧制・大阪市立工業学校（現在の大阪市立都島工業高等学校）建築科を卒業し、喜多村緑郎、秋月桂太郎らが道頓堀の朝日座を拠点にした新派の劇団「成美団」（第2期）の俳優になる。1926年（大正15年）、御室撮影所時代のマキノ・プロダクションに入社する。1928年（昭和3年）、同社を退社、同じく同社を退社して独立した中根龍太郎が設立した中根龍太郎喜劇プロダクションに合流する。同年10月には、松竹下加茂撮影所に移籍した。
1935年（昭和10年）12月にマキノ正博が新しく開いたトーキーのための撮影所、マキノトーキー製作所に、翌1936年（昭和11年）入社する（第二期入社）。同社は1937年（昭和12年）4月末には解散しており、葉山純之輔ら大半の俳優は新興キネマ京都撮影所（現在の東映京都撮影所）、マキノ正博らは日活京都撮影所（のちの大映京都撮影所、現存せず）に移籍したが、広田は松竹下加茂撮影所に復帰した。満39歳となる1941年（昭和16年）まで同社で出演を続けたが、その後の出演記録が見当たらない。時代は第二次世界大戦に突入し、その後の消息はわからない。没年不詳。

## おもなフィルモグラフィ

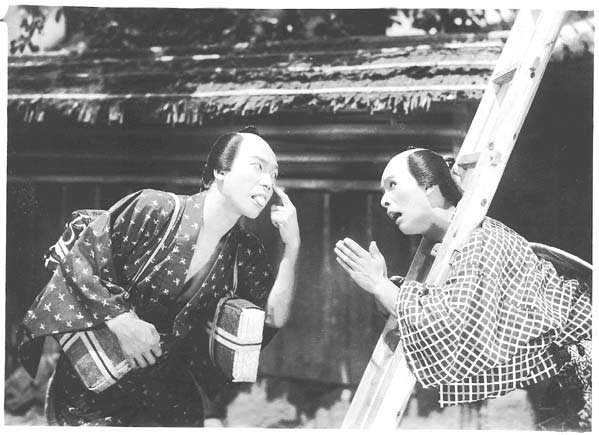
右が廣田、左は月形龍之介。『弥次喜多はしご道中』（監督悪麗之助、1930年）のスチル写真。

すべてクレジットは「出演」である。公開日の右側には役名、および東京国立近代美術館フィルムセンター（NFC）所蔵等の上映用プリントの現存状況についても記す。同センター等に所蔵されていないものは、とくに1940年代以前の作品についてはほぼ現存しないフィルムである。
- 『砕かれた人形』 : 監督曾根純三、1926年8月27日公開 - 上海帰りの男[1]
- 『青い眼の人形』 : 監督マキノ正博、1926年10月22日公開 - 無頼漢主領健造
- 『忠魂義烈 実録忠臣蔵』 : 監督マキノ省三、1928年3月14日公開 - 百足屋与助、78分尺で現存（NFC所蔵[6]）
- 『荒木又右衛門』 : 監督悪麗之助、1930年7月6日公開 - 桜井甚助
- 『弥次喜多はしご道中』 : 監督悪麗之助、1930年8月29日公開 - 喜多八
- 『侠勇三馬鹿烏』 : 監督渡辺哲二、1931年11月14日公開 - 作兵衛、11分の断片が現存（NFC所蔵[6]）
- 『忠臣蔵 前篇 赤穂京の巻』 : 監督衣笠貞之助、1932年12月1日公開 - 韋駄天の猪公、前後篇139分尺で現存（NFC所蔵[6]）
- 『忠臣蔵 後篇 江戸の巻』 : 監督衣笠貞之助、1932年12月1日公開 - 韋駄天の猪公、同上
- 『雪之丞変化 第一篇』 : 監督衣笠貞之助、1935年6月27日公開 - 留吉
- 『かごや判官』 : 監督冬島泰三、1935年7月14日公開 - 八卦見了雲堂、63分尺で現存（NFC所蔵[5]）
- 『雪之丞変化 第二篇』 : 監督衣笠貞之助、1935年10月1日公開 - 留吉
- 『雪之丞変化 解決篇』 : 監督衣笠貞之助、1936年1月15日公開 - 留吉
- 『芝浜の革財布』 : 監督根岸東一郎・マキノ正博、1936年7月8日公開 - 八さん、32分尺で現存（NFC所蔵[5]）
- 『赤垣源蔵 徳利の別れ』 : 監督マキノ正博、1936年12月13日公開 - 村松三太夫（特別出演）、38分尺で現存（NFC所蔵[7]）
- 『瀧の白糸』 : 監督広瀬五郎、1937年2月18日公開
- 『残菊物語』 : 監督溝口健二、1939年10月10日公開 - 旅廻り頭取、143分尺で現存（NFC所蔵[8]）